# Beleavinți, Briceni
Beleavinți (între 1942-1944 Balotești) este un sat din raionul Briceni, Republica Moldova.

## Demografie

### Structura etnică
Structura etnică a satului conform recensământului populației din 2004:
| Grup etnic         | Populație | % Procentaj |
| ------------------ | --------- | ----------- |
| Ucraineni          | 1.281     | 56,33%      |
| Moldoveni / Români | 956       | 42,04%      |
| Ruși               | 33        | 1,45%       |
| Găgăuzi            | 2         | 0,09%       |
| Evrei              | 1         | 0,04%       |
| Alții              | 1         | 0,04%       |
| Total              | 2.274     | 100%        |

## Administrație și politică
Componența Consiliului local Beleavinți (11 consilieri), ales la 5 noiembrie 2023, este următoarea:
|  | Partid                                       | Consilieri | Componență | Componență | Componență | Componență | Componență | Componență | Componență |
|  | -------------------------------------------- | ---------- | ---------- | ---------- | ---------- | ---------- | ---------- | ---------- | ---------- |
|  | Partidul Socialiștilor din Republica Moldova | 7          |            |            |            |            |            |            |            |
|  | Candidat independent MARIA PRISACARI         | 1          |            |            |            |            |            |            |            |
|  | Candidat independent ZINAIDA BEJENARI        | 1          |            |            |            |            |            |            |            |
|  | Partidul Acțiune și Solidaritate             | 2          |            |            |            |            |            |            |            |